# Луи V
Луи V (на френски: Louis V; * 967; † 987), известен като Луи Мързеливия, е крал на Франция коронясан през 979 г., но започва да управлява едва след смъртта на баща си през 986 г. Луи е последният крал от династията на Каролингите и царува само една година (до смъртта си през 987) г.

## Биография
Син е на Лотар и Ема Италианска. По волята на баща си се жени за двадесет години по-възрастната от него Аделхайд Анжуйска, овдовялата графиня на Аквитания. Голямата възрастова разлика, както и непрекъснатите изневери на съпруга ѝ, довеждат до техния развод само две години по-късно. Двамата нямат деца.
Сред големите врагове на Луи е Адалберон, когото император Ото II прави архиепископ на Реймс. Адалберон преговаря за съюз между Франция и Германия, но той се проваля и през 986 г. Лотар го съди за измяна. Хуго Капет, братовчед на Лотар и съюзник на Адалберон, проваля процеса и убива Лотар.
Луи умира в края на май 987 г. от последиците от падане от кон след организиран лов в земите на Хуго Капет. Преди да умре, той съди Адалберон за измяна.
Луи V не оставя наследници, така че неговият чичо Шарл, херцог от Долна Лотарингия, е основният претендент за трона. Но духовенството, включително и Адалберон и Герберт (който по-късно става папа Силвестър II), поддържат Хуго Капет за крал. Капет е коронясан два месеца след смъртта на Луи. С този акт приключва династията на Каролингите и идва ред на династията на Капетингите.